# Leonard Slatkin

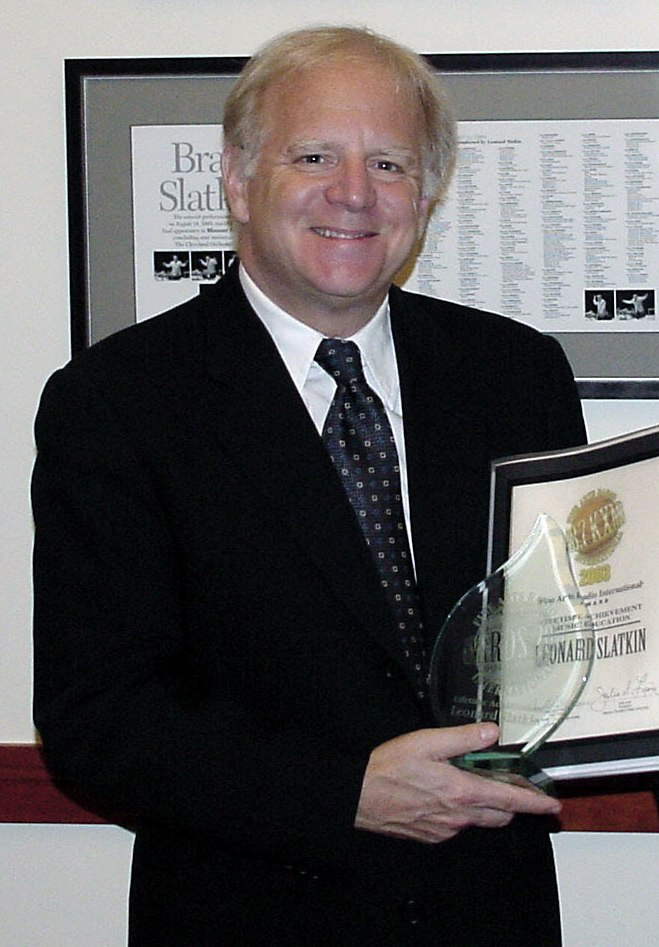
Leonard Slatkin.

Leonard Slatkin (Los Angeles, 1º settembre 1944) è un direttore d'orchestra statunitense, a lungo direttore della Saint Louis Symphony Orchestra, è oggi direttore principale della Detroit Symphony Orchestra.

## Biografia
Slatkin nacque in una famiglia di musicisti provenienti dall'area dell'Impero russo oggi Ucraina. Suo padre Felix Slatkin fu il violinista, direttore d'orchestra e fondatore dell'Hollywood String Quartet, e sua madre Eleanor Aller era la violoncellista del quartetto. Suo fratello, Frederick Zlotkin, è un violoncellista.
Il fratello Frederick modificò il cognome di famiglia in Zlotkin, adottandolo per la sua attività professionale.
Slatkin studiò alla Indiana University ed al Los Angeles City College prima di iscriversi alla Juilliard School dove studiò direzione d'orchestra con Jean Paul Morel. Il suo debutto avvenne nel 1966 quando divenne direttore della New York Youth Symphony, e nel 1968, Walter Susskind lo nominò assistente direttore della Saint Louis Symphony Orchestra. Egli vi rimase fino al 1977, quando venne nominato consulente musicale della New Orleans Symphony.
Diresse in una serie di Festival musicali musiche di Beethoven con la San Francisco Symphony Orchestra fra la fine degli anni settanta e gli inizi degli anni ottanta. Questa serie di concerti annuali, tenuti nel mese di giugno, comprese il concerto finale del 1980, con l'esecuzione della Sinfonia n. 9 di Beethoven. Egli ha poi continuato a dirigere a San Francisco, come direttore ospite, fino ai nostri giorni.
Slatkin tornò a St. Louis nel 1979 fino al 1996 facendo sensibilmente crescere la qualità dell'orchestra. Nella Powell Symphony Hall di Saint Louis dirige le prime esecuzioni assolute nel 1981 di "Paris: 2nd Symphony" di Robert Wykes, nel 1984 di "Plasmatic Variations" di Donald Erb e nel 1989 di "Island Prelude" di Joan Tower.
All'Opera di Chicago nel 1984 dirige il Marilyn Horne in Concert, nel 1986 Die Zauberflöte con Luciana Serra, nel 1988 Salomè (opera), nel 1992 Elettra (Strauss) con Leonie Rysanek e nel 1995 The Ghosts of Versailles di John Corigliano con Sylvia McNair.
Al Wiener Staatsoper debutta nel 1985 con Turandot con Ghena Dimitrova e Mirella Freni e nel 1988 con La fanciulla del West con Plácido Domingo.
Passò quindi a dirigere il Blossom Festival dell'Orchestra di Cleveland dal 1990 al 1999. 
Nel 1990 dirige la prima esecuzione assoluta nella Symphony Hall di Boston di "International Business Machine" di David Lang.
Al Metropolitan Opera House di New York debutta nel 1991 con La fanciulla del West con Domingo e Sherrill Milnes, nel 1998 Samson et Dalila con Domingo e Denyce Graves e nel 2010 La traviata con Angela Gheorghiu.
Nel 1996, Slatkin divenne direttore della National Symphony Orchestra di Washington, dove rimase fino al 2008.
All'Opéra National de Paris nel 1999 dirige La bohème.
Nel 2000, divenne direttore principale della BBC Symphony Orchestra e nel 2001 fu il secondo direttore non britannico a dirigere la Last Night of the Proms (Sir Charles Mackerras era stato il primo nel 1980). Questo concerto avvenne nel periodo degli attentati dell'11 settembre 2001, e comportò cambiamenti al programma del concerto. Mantenne questo incarico fino al settembre 2004, 110ª edizione della Last Night.
In precedenza Slatkin era stato direttore della Philharmonia Orchestra dal 1997 al 2000. Nel 2005, divenne poi direttore ospite principale della Royal Philharmonic Orchestra di Londra.
Nel 2006, fu nominato consigliere musicale della Nashville Symphony e nel 2007, venne nominato direttore principale ospite della Pittsburgh Symphony Orchestra, a far data dal 2008.
Nell'ottobre 2007, Slatkin annunciò di aver raggiunto un accordo, per un contratto di tre anni, con la Detroit Symphony Orchestra, come direttore principale a far data dalla stagione 2008-2009.
Nel 2010 dirige Life is a Dream di Lewis Spratlan all'Opera di Santa Fe (Nuovo Messico).

## Vita personale
Slatkin si è sposato tre volte. I primi due matrimoni con, Beth Gootee e Jerilyn Cohen, terminarono con il divorzio. Sposò la terza moglie, il soprano Linda Hohenfeld, nel 1986, dalla quale ha avuto un figlio, Daniel. Slatkin ebbe una relazione con la percussionista Evelyn Glennie. Nel 2008 si è separato anche dalla terza moglie.

## Discografia parziale
- Barber, Symphony No. 1/Piano Concerto - John Browning/Saint Louis Symphony Orchestra/Leonard Slatkin, 1991 RCA Victor Red Seal – Miglior interpretazione solista di musica classica con orchestra (Grammy) 1992
- Barber: Violin Concerto, Cello Concerto & Piano Concerto - John Browning/Kyoko Takezawa/Leonard Slatkin/St. Louis Symphony Orchestra/Steven Isserlis, 2005 BMG/RCA
- Bolcom, Songs of Innocence and of Experience, 2004 Naxos - Grammy Award al miglior album di musica classica 2006
- Ciaikovsky, Conc. vl./Serenade mélancolique/Valse-Scherzo - Bell/Ashkenazy/Cleveland Orch., 1988 Decca
- Corigliano, Of Rage And Remembrance / Symphony No. 1 - National Symphony Orchestra/Leonard Slatkin, 1996 RCA Victor Red Seal – Grammy Award al miglior album di musica classica 1997
- Dukas: La Péri Fanfare, La Péri, L'apprenti Sorcier & Symphony In C - Leonard Slatkin & Orchestre national de France, 1999 BMG/RCA
- Elgar: Symphonies, Enigma Variations, Overtures, Serenade - Leonard Slatkin/Saint Louis Symphony Orchestra/London Philharmonic Orchestra, 2004 BMG/RCA
- Elgar - Walton: Cello Concertos - Delius: Caprice and Elegy - Janos Starker/Leonard Slatkin/Philharmonia Orchestra, 1997 Sony/RCA
- Gounod, Roméo et Juliette - Leonard Slatkin/Münchner Rundfunkorchester/Placido Domingo/Ruth Ann Swenson, 1996 BMG/RCA
- Hanson: Symphony No. 2 - Barber: Violin Concerto - Leonard Slatkin & Saint Louis Symphony Orchestra, 1986 Angel/EMI
- Holst, The Planets - Leonard Slatkin & Philharmonia Orchestra, 2001 BMG/RCA
- Mahler, Symphony No. 10 - Leonard Slatkin & Saint Louis Symphony Orchestra, 1995 BMG/RCA
- Paganini: Violin Concerto No. 1 - Tchaikovsky: Sérénade mélancolique - Valse-Scherzo - Midori/London Symphony Orchestra/Leonard Slatkin, 1988 Philips
- Prokofiev, Symphony No. 5 - Leonard Slatkin/Saint Louis Symphony Orchestra & Chorus, 1984 RCA Red Seal – Grammy Award for Best Orchestral Performance 1985
- Vaughan Williams: Tallis Fantasia & Barber: Adagio - Leonard Slatkin & St. Louis Symphony Orchestra, 1981 Telarc
- Battle, A Christmas Celebration - Kathleen Battle & Leonard Slatkin, 1986 Angel/EMI
- Christmas Break: A Relaxing Classical Mix - Boston Symphony Orchestra/Leonard Slatkin/Mormon Tabernacle Choir, 1998 Telarc
- Tower, Made in America - Leonard Slatkin/Nashville Symphony Orchestra, 2007 Naxos - Grammy Award al miglior album di musica classica e Grammy Award for Best Orchestral Performance 2008

## DVD & BLU-RAY parziale
- Puccini, Fanciulla del West - Slatkin/Domingo/Daniels, 1992 Deutsche Grammophon